# Servicio especial Circuito de Playas II (Metropolitano)
El servicio AS-11 o servicio especial Circuito de Playas II del Metropolitano conectó la estación Plaza de Flores con el circuito de playas de la Costa Verde.

## Características
Operó estacionalmente durante los veranos hasta la temporada 2019-2020. Su flota estuvo compuesta por autobuses amarillos de 12 metros.
| Lunes a viernes    | sin servicio              |
| Sábados y domingos | 10:00 a. m. - 07:00 p. m. |

| General     | S/ 1.00 |
| Estudiantes | S/ 0.50 |

## Recorrido
| Sentido único Circuito de Playas | Jirón Rosendo Vidaurre (esq. Calle Enrique del Campo) — Avenida El Sol — Avenida Miguel Grau — Avenida Reducto — Quebrada de Armendáriz — Circuito de Playas — Quebrada de Armendáriz — Avenida Paseo de la República — Jirón Rosendo Vidaurre (esq. Calle Enrique del Campo) |

## Paraderos
| \| N° \| Paradero \| Común con \| \| -- \| ------------------------ \| --------- \| \| 1 \| Estación Plaza de Flores \| \| \| 2 \| Playa Los Pavos \| \| \| 3 \| Playa Los Yuyos \| \| \| 4 \| Playa Las Sombrillas \| AS-10 \| \| 5 \| Playa Agua Dulce \| AS-10 \| \| 6 \| Estación Plaza de Flores \| \| |                          |           |
| N° | Paradero                 | Común con |
| 1 | Estación Plaza de Flores |           |
| 2 | Playa Los Pavos          |           |
| 3 | Playa Los Yuyos          |           |
| 4 | Playa Las Sombrillas     | AS-10     |
| 5 | Playa Agua Dulce         | AS-10     |
| 6 | Estación Plaza de Flores |           |